# Contea di Wilson (Tennessee)
La contea di Wilson, in inglese Wilson County, è una contea dello Stato del Tennessee, negli Stati Uniti. La popolazione al censimento del 2000 era di 88 809 abitanti. Il capoluogo di contea è Lebanon.